# Pedro de Poitiers

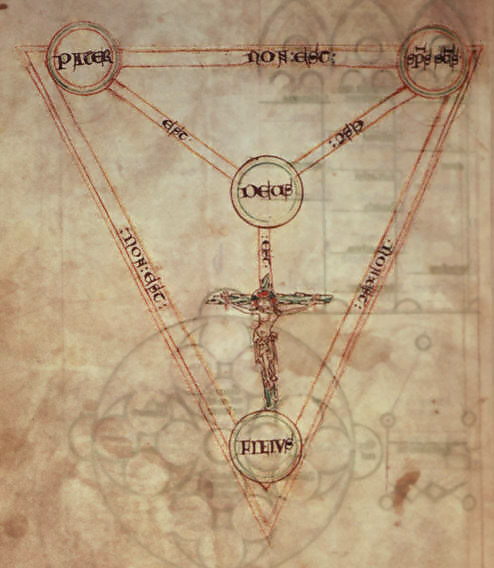
Fólio do manuscrito "Compendium Historiae in Genealogia Christi", atribuído a Pedro de Poitiers.
Início do século XIII, na Biblioteca Britânica.

Pedro de Poitiers (em latim: Petrus Pictaviensis; em francês:  Pierre de Poitiers) foi um teólogo escolástico francês nascido em ou próximo de Poitiers por volta de 1130. Pedro morreu provavelmente em 1215.
Pedro estudou na Universidade de Paris, onde tornar-se-ia professor de teologia e lecionaria por trinta e oito anos. Em 1169, sucedeu Pedro Comestor na cadeira de teologia escolástica. Suas aulas foram inspiradas pela animosidade de Garnério de São Vítor (Gauthier), um dos mais amargos opositores do escolasticismo, que o listou junto com Gilberto de la Porrée, Abelardo e Pedro Lombardo num panfleto no qual tentou ridicularizar os quatro doutores chamando-os de "Os Quatro Labirintos da França".
Como chanceler da Igreja de Paris, demonstrou grande zelo em prol dos estudantes mais pobres, e numa tentativa de suprir a necessidade de livros-texto, que eram muito caros, mandou gravar um "resumo" nas paredes das salas de aula para ajudá-los. Em 1191, foi nomeado pelo papa Celestino III para resolver a disputa entre as abadias de Santo Elói e São Vítor. Além de Celestino, Pedro se correspondia também com o papa Inocêncio III. 
Alguns autores acreditam que ele morreu na posição de bispo de Embrum, apesar de a "Gallia Christiana Nova" demonstrar que ele era unicamente o chanceler de Paris.

## Obras
Pedro escreveu alguns comentários, ainda não editados, sobre o Êxodo, Levítico, Números e Salmos. Um resumo cronológico e genealógico da Bíblia é atribuído a Pedro, mas a atribuição é incerta. Suas obras foram publicadas por Dom Hugo Mathoud juntamente com as Roberto Pulo (Paris, 1855).